# Fabian Saul

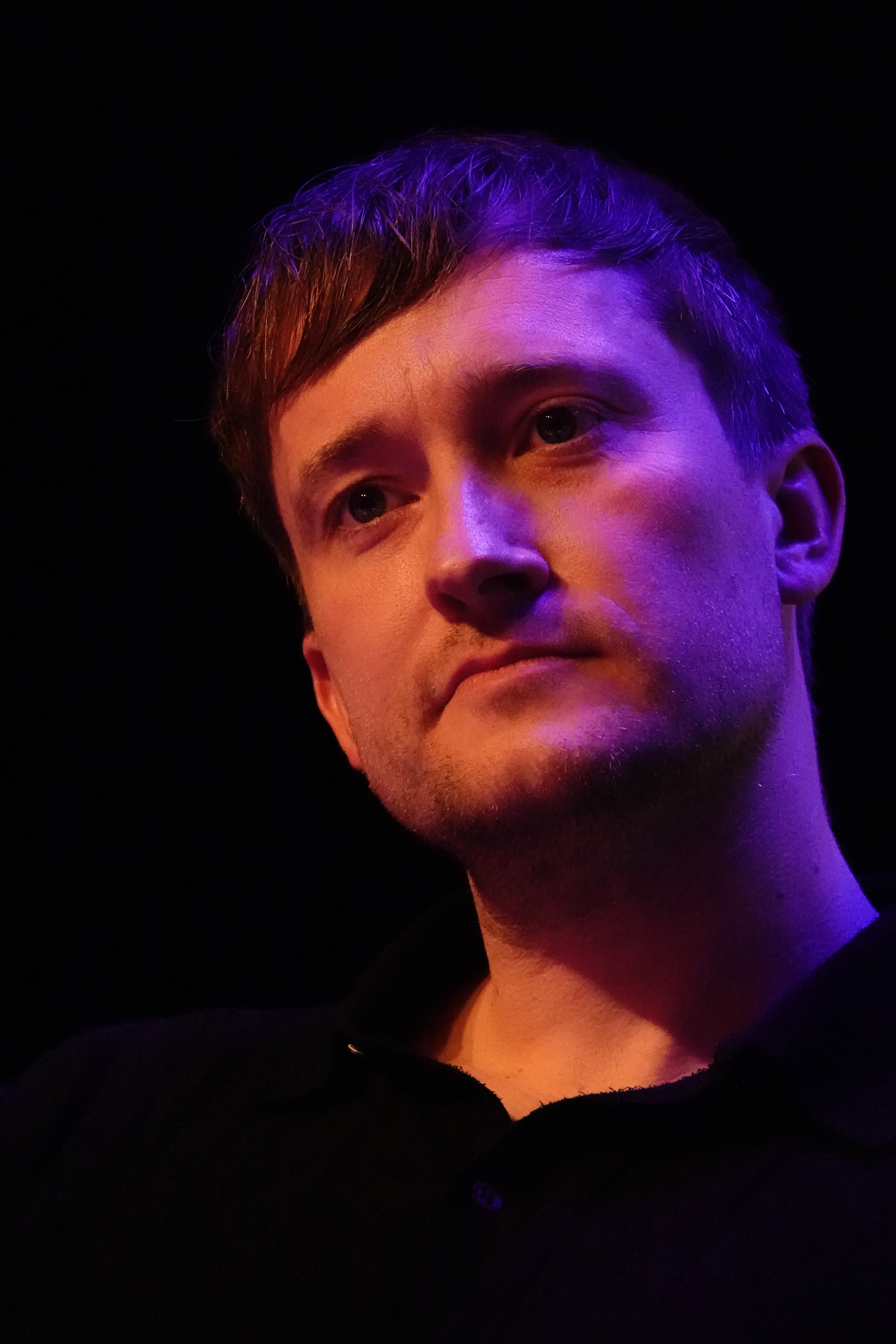
Fabian Saul bei den Münchner Wortspielen 2025

Fabian Saul (* 1986 in Heilbad Heiligenstadt) ist ein deutscher Schriftsteller, Komponist und Chefredakteur des Magazins Flaneur.

## Leben und Werk
Fabian Saul studierte Philosophie und Kulturwissenschaft an der Humboldt-Universität zu Berlin. 2018 erschien sein erstes Buch Boulevard Ring bei Matthes & Seitz, das vom gleichnamigen innersten Ring Moskaus erzählt. Der Kulturjournalist Bernd Noack bespricht Boulevard Ring in der Neuen Zürcher Zeitung mit den Worten, Saul sei „ein von undeutlichen Ahnungen getriebener Akteur, der unter den verborgenen Schichten der Stadt sich selber, wenigstens ein Stück weit zu sich selber findet, der sein eigenes Schicksal, seine Vergangenheit und Erinnerung in Beziehung setzt mit dem gerade Gesehenen, dem Vergessenen und Verschütteten einer Stadt, einer Strasse.“ 2024 erschien Sauls Roman Die Trauer der Tangente, wieder bei Matthes & Seitz. Der Roman ist für den Literaturpreis der Stadt Fulda 2025 nominiert.
Seit 2013 ist Saul Chefredakteur des mehrfach ausgezeichneten independent Magazins Flaneur, das jede Ausgabe einer anderen Straße in der Welt widmet. Saul wurde für seine Arbeit 2021 mit dem Stipendium der Roger-Willemsen-Stiftung und 2022 mit der Alfred Döblin-Medaille der Akademie der Wissenschaften und der Literatur in Mainz ausgezeichnet. In der Begründung der Jury heißt es, „sein Buch Boulevard Ring folgt den globalisierten Wegen unserer Gegenwart, die das Reisen zu einer Methode künstlerischen Erkenntnisgewinns machen. Auf ebenso profunde wie beiläufige Weise entsteht ein erzähltes Moskau voller crosskultureller Verweise, Entdeckungen und Überraschungen. Fabian Saul gelingt in seinem überaus facettenreichen Text ein Gang durch die Stadt in das Zentrum menschlichen Unterwegseins als conditio humana.“ Im Jahr 2024 wurde Fabian Saul mit dem Thüringer Literaturstipendium Harald Gerlach für sein Romanvorhaben "Beteigeuze" ausgezeichnet. Im gleichen Jahr erschien sein Debütroman "Die Trauer der Tangente". Außerdem führte Saul zusammen mit dem Schriftsteller und Philosophen Senthuran Varatharajah im Theater Neumarkt in Zürich Regie bei ihrem gemeinsamen Theaterstück Die Schwerkraft der Gnade, über die französische Philosophin Simone Weil.
Fabian Saul lebt in Berlin.

## Werke
- Boulevard Ring. Matthes & Seitz, Berlin 2018, ISBN 978-3-95757-632-3.
- Die Trauer der Tangente. Mattes & Seitz, Berlin, 2024, ISBN 978-3-7518-0064-8.